# Legacy (film 2000)
Legacy è un documentario del 2000 diretto da Tod Lending candidato al premio Oscar al miglior documentario.